# Centro Colombo
El Centro Colombo es un centro comercial ubicado en la parroquia de Carnide. Es muy famoso en Lisboa, la capital del país europeo de Portugal y atrae a muchos visitantes. Está situado junto a la avenida Lusíada y la Segunda Circular; hay una terminal de autobuses al lado del edificio y la estación metropolitana Colegio Militar permite a los visitantes un fácil acceso al lugar. Fue inaugurado el 15 de septiembre de 1997.